# Aurélien Miralles

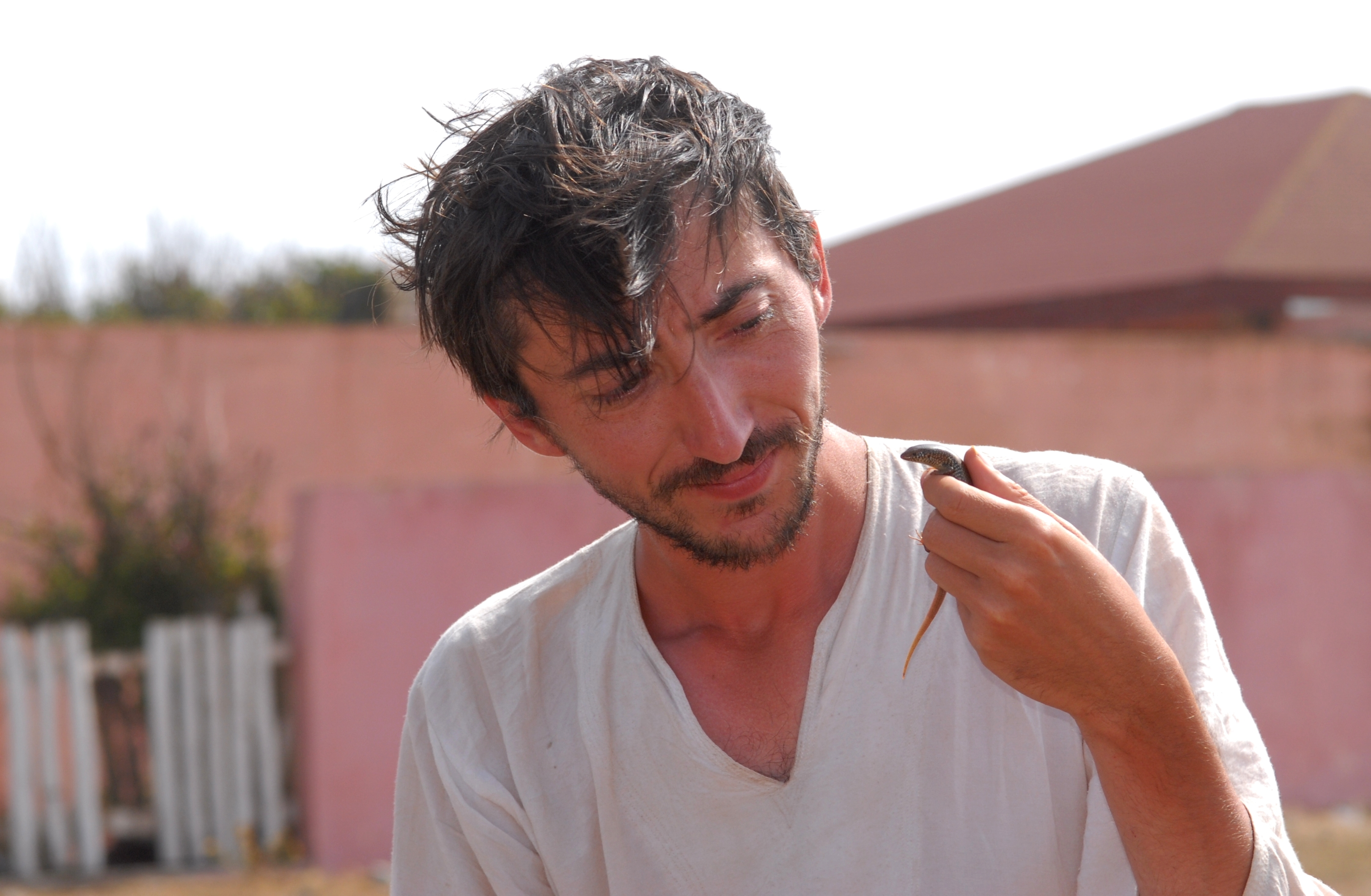
Aurélien Miralles 2012 in Marokko

Aurélien Miralles (* 7. April 1978) ist ein französischer Herpetologe. Sein Forschungsschwerpunkt sind die Skinke.

## Leben
Von 1997 bis 2001 studierte Miralles an den Universitäten Tours und Paris VI, wo er mit der Arbeit Biologie des Populations et Ecosystèmes den Bachelor of Science erlangte. Ab 2001 erfolgte ein Studium am Muséum national d’histoire naturelle in Paris, wo er 2002 mit der Arbeit Systématique Animale et Végétale zum Master graduierte. 2006 wurde er mit der Dissertation Systématique moléculaire et Biogéographie du genre Mabuya Fitzinger, 1826 unter der Leitung von Jean-Pierre Gasc zum Ph.D. am Muséum national d’histoire naturelle promoviert. Von 2002 bis 2005 forschte er mit einem Stipendium des Council for International Exchange of Scholars (CIES) und im selben Zeitraum mit einem Stipendium des französischen Ministeriums für Hochschulen und Forschung (Ministère de l’Enseignement supérieur, de la Recherche et de l’Innovation, MESRI). 2007 arbeitete er im Rahmen des SYNTHESYS-Programms für einen Monat am Natural History Museum in London. Von 2009 bis 2011 nahm er an einem Forschungsprojekt des Departamento Administrativo de Ciencia, Tecnología e Innovación (Colciencias Colombia) über die Verbreitung und systematische Phylogenese der Skinkgattung Mabuya in Kolumbien teil. Im selben Zeitraum absolvierte er mittels eines Humboldt-Forschungsstipendiums seine Postdoc-Phase am Zoologischen Institut der Technischen Universität Braunschweig, wo er häufig in Zusammenarbeit mit Miguel Vences über die Skinkfauna von Madagaskar forschte. 2011 arbeitete er im Rahmen des SYNTHESYS-Programms für je einen Monat am Natural History Museum in London und am Muséum national d’histoire naturelle in Paris. Von 2012 bis 2015 sowie von 2016 bis 2018 hatte er Forschungsaufenthalte am Centre national de la recherche scientifique (CNRS). Seit 2019 hat er einen elfmonatigen Gastforschungsaufenthalt an der Ludwig-Maximilians-Universität München.
Die Forschungsinteressen von Miralles befassen sich mit den methodischen und erkenntnistheoretischen Aspekten der taxonomischen Praxis sowie mit Studien über die Anpassung an eine grabende Lebensweise, ein Phänomen, das bei Schuppenkriechtieren immer wieder beobachtet wird (beispielsweise anhand der Rückbildung von Gliedmaßen).
Miralles unternahm Exkursionen nach Kalifornien, Mexiko, auf die Inseln über dem Winde (Antillen), auf die Inseln unter dem Winde (Antillen), nach Kolumbien, Venezuela, Französisch-Guayana, Uruguay, Argentinien, Marokko, auf die Kapverdischen Inseln und nach Madagaskar. Ferner fotografierte er Amphibien und Reptilien in Frankreich, Spanien, Deutschland und Portugal.

## Erstbeschreibungen von Aurélien Miralles
Miralles ist seit 2005 als Autor oder Co-Autor an folgenden Erstbeschreibungen beteiligt gewesen:
- Maracaiba meridensis (Miralles, Rivas & Schargel, 2005)[1]
- Varzea altamazonica (Miralles, Barrio-Amoros, Rivas & Chaparro-Auza, 2006)[2]
- Marisora berengerae (Miralles, 2006)[3]
- Fimbrios smithi Ziegler, David, Miralles, Doan Van Kien & Nguyen Quang Truong, 2008[4]
- Maracaiba zuliae (Miralles, Rivas Fuenmayor, Bonillo, Schargel, Barros, Garcia-Pérez & Barrio-Amoros, 2009)[5]
- Orosaura nebulosylvestris (Miralles, Rivas Fuenmayor, Bonillo, Schargel, Barros, Garcia-Pérez & Barrio-Amoros, 2009)[5]
- Chioninia vaillantii xanthotis Miralles, Vasconcelos, Perera, Harris, Carranza, 2011[6]
- Chioninia spinalis santiagoensis Miralles, Vasconcelos, Perera, Harris, Carranza, 2011[6]
- Chioninia spinalis boavistensis Miralles, Vasconcelos, Perera, Harris, Carranza, 2011[6]
- Paracontias vermisaurus Miralles, Köhler, Vieites, Glaw, Vences, 2011[7]
- Madascincus arenicola Miralles, Köhler, Glaw & Vences, 2011[8]
- Paracontias ampijoroensis Miralles, Jono, Mori, Gandola, Erens, Köhler, Glaw, Vences, 2016[9]
- Paracontias mahamavo Miralles, Jono, Mori, Gandola, Erens, Köhler, Glaw, Vences, 2016[9]
- Madascincus miafina Miralles, Köhler, Glaw & Vences, 2016[10]
- Madascincus pyrurus Miralles, Köhler, Glaw & Vences, 2016[10]
- Amphiglossus meva  Miralles, Raselimanana, Rakotomalala, Vences & Vieites, 2011[11]
- Brookesia brunoi Crottini, Miralles, Glaw, Harris, Lima, & Vences, 2012[12]
- Voeltzkowia mobydick (Miralles, Anjeriniana, Hipsley, Mueller, Glaw & Vences, 2012)[13]
- Paragehyra austini Crottini, Harris, Miralles, Glaw, Jenkins, Randrianantoandro, Bauer & Vences, 2014[14]
- Paragehyra felicitae Crottini, Harris, Miralles, Glaw, Jenkins, Randrianantoandro, Bauer & Vences, 2014[14]
- Uroplatus fiera Ratsoavina, Ranjanaharisoa, Glaw, Raselimanana, Miralles & Vences, 2015[15]
- Chalarodon steinkampi Miralles, Glaw, Ratsoavina & Vences, 2015[16]
- Brachyseps Erens, Miralles, Glaw, Chatrou & Vences, 2017[17]
- Flexiseps Erens, Miralles, Glaw, Chatrou & Vences, 2017[17]
- Amblyrhynchus cristatus godzilla Miralles, Macleod, Rodriguez, Ibanez, Jiménez-Uzcategui, Quezada, Vences & Steinfartz, 2017[18]
- Amblyrhynchus cristatus jeffreysi Miralles, Macleod, Rodriguez, Ibanez, Jiménez-Uzcategui, Quezada, Vences & Steinfartz, 2017[18]
- Amblyrhynchus cristatus hayampi Miralles, Macleod, Rodriguez, Ibanez, Jiménez-Uzcategui, Quezada, Vences & Steinfartz, 2017[18]
- Amblyrhynchus cristatus trillmichi Miralles, Macleod, Rodriguez, Ibanez, Jiménez-Uzcategui, Quezada, Vences & Steinfartz, 2017[18]
- Amblyrhynchus cristatus wikelskii Miralles, Macleod, Rodriguez, Ibanez, Jiménez-Uzcategui, Quezada, Vences & Steinfartz, 2017[18]
- Acanthodactylus lacrymae Miralles, Geniez, Beddek, Mendez-Aranda, Brito, Leblois & Crochet, 2020
- Acanthodactylus montanus Miralles, Geniez, Beddek, Mendez-Aranda, Brito, Leblois & Crochet, 2020
- Paroedura rennerae Miralles, Bruy, Crottini, Rakotoarison, Ratsoavina, Scherz, Schmidt, Köhler, Glaw, Vences, 2021
- Lygodactylus fritzi Vences, Multzsch, Gippner, Miralles, Crottini, Gehring, Rakotoarison, Ratsoavina, Glaw & Scherz, 2022
- Lygodactylus hapei Vences, Multzsch, Gippner, Miralles, Crottini, Gehring, Rakotoarison, Ratsoavina, Glaw & Scherz, 2022
- Lygodactylus hodikazo Vences, Multzsch, Gippner, Miralles, Crottini, Gehring, Rakotoarison, Ratsoavina, Glaw & Scherz, 2022
- Lygodactylus roellae Vences, Multzsch, Gippner, Miralles, Crottini, Gehring, Rakotoarison, Ratsoavina, Glaw & Scherz, 2022
- Lygodactylus salvi Vences, Multzsch, Gippner, Miralles, Crottini, Gehring, Rakotoarison, Ratsoavina, Glaw & Scherz, 2022
- Lygodactylus tantsaha Vences, Multzsch, Gippner, Miralles, Crottini, Gehring, Rakotoarison, Ratsoavina, Glaw & Scherz, 2022
- Lygodactylus ulli Vences, Multzsch, Gippner, Miralles, Crottini, Gehring, Rakotoarison, Ratsoavina, Glaw & Scherz, 2022
- Lygodactylus winki Vences, Multzsch, Gippner, Miralles, Crottini, Gehring, Rakotoarison, Ratsoavina, Glaw & Scherz, 2022
- Lygodactylus namoroka Rakotoarison, Gippner, Multzsch, Miralles, Razafimanafo, Hasiniaina, Glaw & Vences, 2025[19]